# 赫維利
48°9′51″N 36°26′7″E / 48.16417°N 36.43528°E
赫維利（烏克蘭語：Хвилі），是烏克蘭的村落，位於該國中部第聶伯羅彼得羅夫斯克州，由瓦西利基夫卡區負責管轄，距離新安德里伊夫卡2.5公里，2001年人口58。